# Au bois
Pour l’article ayant un titre homophone, voir Hautbois.
Au bois est une nouvelle de Guy de Maupassant, parue en 1886.

## Historique
Au bois est initialement publiée dans la revue Gil Blas du 22 juin 1886, puis dans le recueil Le Horla en 1887.

## Résumé
Un garde champêtre, surprend, au bois Champioux, un couple de bourgeois mûrs s'abandonnant à ses instincts. Mme Beaurain et son mari doivent s'expliquer devant monsieur le maire. Mme Beaurain raconte comment elle et son mari se sont rencontrés.

## Éditions
- 1886 - Au bois, dans Gil Blas
- 1887 - Au bois, dans Le Horla recueil paru chez l'éditeur Paul Ollendorff.
- 1979 - Au bois, dans Maupassant, Contes et Nouvelles, tome II, texte établi et annoté par Louis Forestier, éditions Gallimard, Bibliothèque de la Pléiade.

## Lire
Lien vers la version de  Au bois dans le recueil Le Horla 